# José Semashko
José Semashko (em russo:  Иосиф Семашко, em ucraniano:  Йосиф Семашко, em polonês/polaco:  Józef Siemaszko; nascido: José Josephoviche Semashko, em russo:  Ио́сиф Ио́сифович Сема́шко; Vila de Pavlovsk, Uezd de Lipovets, Gubernia de Kiev, Império Russo, 25 de dezembro de 1798 - 23 de novembro de 1868, Vilnius, Império Russo) foi bispo da Igreja Ortodoxa Russa, a partir de 1840 arcebispo da Lituânia e Vilnius (metropolita desde 30 de março de 1852). Membro honorário da Academia de Ciências de São Petersburgo (1858).
Foi padre e bispo católico oriental, conhecido por seu papel na reunificação da Igreja uniata do Krai do Noroeste com a Ortodoxia; prosseguiu uma política de russificação no Território Ocidental, opondo-a à polonização.